# Lewis Klahr
Lewis Klahr   (1956) és un animador i cinematògraf experimental, conegut principalment pel seu treball de collage i decollage des de l'any 1977. Les seves singulars pel·lícules han estat projectades àmpliament als Estats Units, Europa i Àsia.
Pertany a la tradició d’artistes amb un profund coneixement i semblança amb el Hollywood més clàssic i, alhora, creadors radicals oposat al cinema comercial.

## Vida personal
Lewis està casat amb una altra cineasta /animadora experimental, Janie Geiser.

## Estil
Lewis fa servir complexes superposicions d'imatges i música per explorar la identitat, la sexualitat i la memòria històrica. Amb la utilització d'una gamma de tons i textures que van des de l'eròtic a lo sinistre, els seus films es mostren a la pantalla com somnis hipnòtics extrets de la cultura Pop nord-americana dels anys 60 i 70. Ell recorre a efectes especials, artesanies individuals i treballs intensius d'animació de retallar i enganxar. Les seves creacions són, alhora, directes i enigmàtiques, crues i poètiques, i tan enginyoses com encantadores.
El materialisme de l’autor i la senzillesa de la seva tècnica són característiques que configuren els seus collages. En aquests, breus, evocadors i extravagants, empra materials extrets de revistes velles. El seu pragmatisme extrem el separa dels seus predecessors underground com Stan Vanderbeek i Harry Smith.

## Obra
Klahr és un inventor d'atmosferes i ambients on el poder dels prototips i els registres sentimentals s'ajunten amb una intensitat semblant al món dels somnis. La seva obra és una manera de desafiar la idea de la propietat privada, la possessió i la identitat.
Crea contes el·líptics de novel·la negra i mitologia grega, habitats per superherois de còmic i personatges de fotonovel·les que vaguen entre el modernisme de mitjans de segle (plasmat en les fotografies d'arquitectura) i els paisatges de revistes d'època de Los Angeles. Segons l'historiador Tom Gunnin, "Les obres de Klahr generen una barreja de malenconia i desig que prové d'aquesta interacció entre allò que s'ha perdut i allò que s'ha obtingut, entre el record i l'oblit."

## Filmografia
- Her Fragrant Emulsion (1987)[2]
- Hi-Fi Cadets (1989)[3]
- The Pharaoh's Belt (1993)[3]
- Altair (1995)[4]
- Lulu (1996)[5]
- Pony Glass (1998)[6]
- The Pettifogger (2011)[7]
- Sixty-Six (2015)[8]
- Circumstantial Pleasures (2020)[9]